# Acide quinique
L'acide quinique, est un acide organique présent dans l'écorce de cinchona, dans les graines de café ainsi que dans d'autres plantes et est obtenu synthétiquement par l'hydrolyse de l'acide chlorogénique.

## Histoire
Selon les sources, l'acide quinique fut isolé pour la première fois en 1790 par un pharmacien allemand de Leer, Hofmann, à partir de cinchona ou par le chimiste et pharmacien français Louis-Nicolas Vauquelin dans les années 1800.

## Occurrence naturelle
L'acide quinique est présent dans de nombreuses plantes, en général estérifié (par une de ses fonctions alcool) avec un acide hydroxycinnamique (acide férulique, acide caféique, acide paracoumarique), formant un acide chlorogénique. Estérifié deux fois avec l'acide caféique, il forme l'acide dicaféylquinique aussi connu sous le nom de cynarine.

## Propriétés
L'acide quinique possède à la fois une saveur acide et un goût astringent.

## Application
L'acide quinique est utilisé comme astringent.

## Synthèse
L'acide quinique est un réactif chiral assez polyvalent permettant de synthétiser de nouveaux médicaments et substances utilisés en pharmacie. Il est en particulier un réactif permettant de synthétiser l'acide shikimique, à partir duquel est produit l'oseltamivir, plus connu sous le nom de Tamiflu utilisé dans la lutte contre la grippe A et la grippe B.